# Jardin Serge-Gainsbourg
Le jardin Serge-Gainsbourg est un jardin public du 19e arrondissement de Paris, en France.

## Situation et accès
Le jardin est situé à l'extrémité sud-est du 19e arrondissement de Paris, à la porte des Lilas, dominant le boulevard périphérique.
Il est bordé au nord et à l'ouest par le boulevard périphérique, qu'il surplombe, au sud par la place du Maquis-du-Vercors et à l'est par l'avenue René-Fonck. Ces deux dernières voies offrent chacune un accès à l'espace vert.
Il est desservi par les lignes de métro 3 bis et 11 à la station Porte des Lilas.

## Origine du nom
Le jardin porte le nom de l'artiste français Serge Gainsbourg (1928-1991), auteur compositeur, interprète. C'est le premier lieu parisien à porter le nom du chanteur.
Le lieu a été choisi par référence au premier succès de Serge Gainsbourg, la chanson Le Poinçonneur des Lilas.

## Historique
Le jardin a été inauguré le 8 juillet 2010.

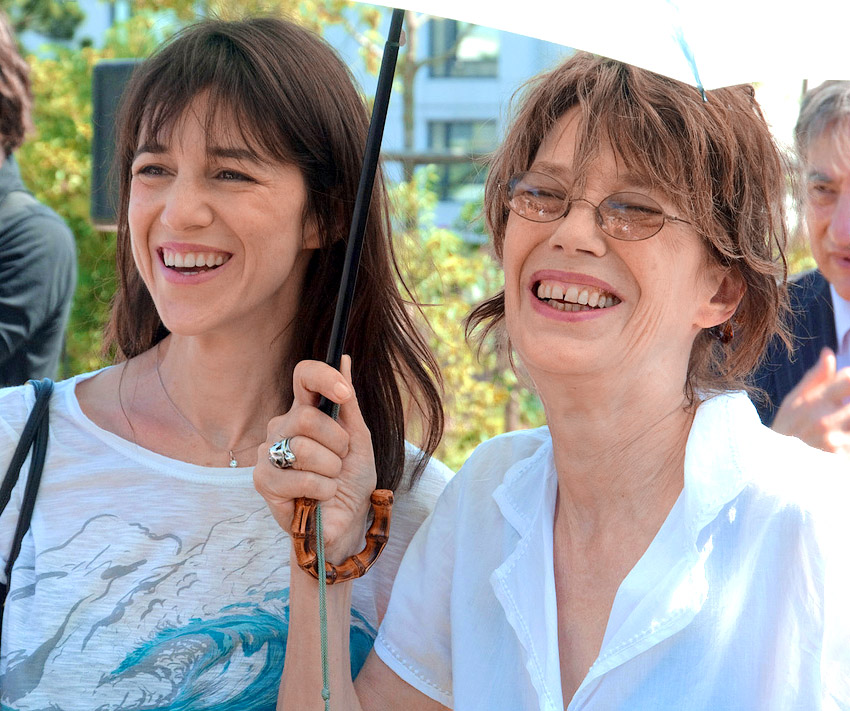
Charlotte Gainsbourg et Jane Birkin à l’inauguration du jardin Serge-Gainsbourg à Paris (8 juillet 2010).